# Benissa
Benissa (Spanisch: Benisa) ist eine Gemeinde im Südosten von Spanien in der Provinz Alicante in der Valencianischen Gemeinschaft. 2024 hatte die Gemeinde 12.317 Einwohner.

## Geografie
Die Gemeinde Benissa hat eine 4 km lange Küstenlinie an der Costa Blanca, die die Städte Moraira und Calp verbindet. Die Landschaft der Gegend umfasst Klippen, felsige Buchten, Sandstrände und kleine Buchten entlang der Benissa Costa. Auf dem Gebiet von Benissa gibt es auch terrassenförmige Weinberge, Hügel und zahlreiche Palmen.

## Geschichte
Der Toponym von Benissa stammt vom arabischen Stammesnamen Beni-Hisa oder Beni-Eyce. Nach der christlichen Rückeroberung (1248) durch die Truppen von Jakob II. von Aragón wurde die Stadt zusammen mit den früheren Einwohnern von Menschen aus den Pyrenäen, Katalonien und Aragonien besiedelt, obwohl die Mehrheit der Bevölkerung über Jahrhunderte muslimisch blieb. Die letzten muslimischen Bürger wurden im Jahr 1609 vertrieben.
Benissa bildete zusammen mit Altea, Calp und Teulada eine Herrschaft, zu deren Herrschern auch der sizilianische Admiral Ruggiero di Lauria gehörte. Im 15. und 16. Jahrhundert erlitt es zahlreiche Angriffe durch nordafrikanische Piraten.

## Demografie
| 1842  | 1900  | 1930  | 1950  | 1960  | 1970  | 1981  | 1991  | 2001  | 2011   | 2021   |
| ----- | ----- | ----- | ----- | ----- | ----- | ----- | ----- | ----- | ------ | ------ |
| 3.678 | 5.724 | 6.226 | 5.750 | 5.133 | 5.624 | 7.067 | 8.045 | 9.821 | 11.613 | 11.517 |

Benissas demografische Entwicklung verlief bis zum Beginn des 20. Jahrhunderts mit langsamem Wachstum, stagnierte dann über Jahrzehnte bei ca. 6.000 Einwohnern. Im Nachgang von Spanischem Bürgerkrieg und Zweitem Weltkrieg sank die Einwohnerzahl  um ca. 10 %. Erst ab den 1980er Jahren stieg die Einwohnerzahl mit dem Tourismus an der Mittelmeerküste deutlich an.

## Sehenswürdigkeiten
Der mittelalterliche Stadtkern ist mit seinem Marktplatz, den engen Gassen und Kirchen ist weitgehend erhalten geblieben. Schmiedeeiserne Balkone und Wappenschilde schmücken die historischen Gebäude. Der Palacio de los Torres-Orduña ist als Kulturzentrum und Bibliothek für die Öffentlichkeit zugänglich. Benissa hat auch eine starke katholische Tradition, mit einem Franziskaner-Seminar, das viele Franziskaner in ganz Spanien ausgebildet hat, und einer großen neugotischen Kirche, der Catedral de la Marina.

## Persönlichkeiten
- Melchor de Benisa (1871–1957), 62. Generalminister der Kapuziner
- Andreu Ivars (1885–1936), Geistlicher und Kirchenhistoriker